# Arvid Andrén
Arvid Andrén (Trelleborg, 1902 – Lund, 1999) è stato un archeologo svedese.
Focalizzò il suo lavoro sulle sculture di terracotta italiane e fu direttore dell'Istituto svedese di studi classici a Roma dal 1948 al 1952 e dal 1964 al 1966.